# Equação funcional (função L)
Em matemática, das funções L da teoria dos números espera-se que tenham diversas propriedades características, uma das quais é que elas satisfaçam certas equações funcionais. Existe uma teoria elaborada do que estas equações devem ser, muito do que é ainda conjectural.

## Analogia com a função zeta de Riemann
A função zeta de Riemann tem uma equação funcional relacionando seu valor no número complexo s com seu valor em 1 − s. Em cada caso isto relaciona-se a algum valor ζ(s) que é somente definido por extensão analítica da definição por séries infinitas. Escrevendo-se (como é convencional) σ para a parte real de s, a equação funcional relaciona os casos
σ > 1 e σ < 0,
e também altera-se no caso de
0 < σ < 1
na faixa crítica a outro caso, refletido na linha σ = ½. Por isso o uso de equação funcional é básico, a fim de estudar a função zeta na totalidade do plano complexo.
A equação funcional em questão para a função zeta de Riemann toma a forma simples
Z(s) = Z(1 − s)
onde Z(s) é multiplicado por um fator gamma, envolvendo a função gama. Este é agora lido como uma fator 'extra' no produto de Euler para a função zeta, correspondendo ao primo infinito.

## Caso geral
A mesma forma de equação funcional mantida para a função zeta de Dedekind de um corpo numérico K, com um fator gama apropriado que dependa somente das imersões de K (em termos algébricos, sobre o produto tensorial de K com o corpo real).
Existe uma equação semelhante às funções L de Dirichlet, mas por sua vez relacionando-as em pares:
{\displaystyle \Lambda (s,\chi )=\varepsilon \Lambda (1-s,\chi ^{*})}
com χ um caráter de Dirichlet primitivo, χ* seu conjugado complexo, Λ a função L multiplicada por um fator gama, e ε um número complexo de valor absoluto 1, de forma
{\displaystyle G(\chi ) \over {\left|G(\chi )\right\vert }}
onde G(χ) é uma soma de Gauss formada de χ. Esta equação tem a mesma função em ambos os lados se e somente se χ é um caráter real, tomando valores em {0,1,−1}. Então ε deve ser 1 ou −1, e o caso do valor −1 implicaria um zero de Λ(s) em s = ½. De acordo com a teoria (de Gauss, evidentemente) das somas de Gauss, o valor é sempre 1, então nenhum destes zeros simples pode existir (a função é sobre o mesmo ponto).

## Teoria
Uma teoria unificada destas equações funcionais foi dada por Erich Hecke, e retomada na tese de Tate por John Tate. Hecke encontrou caráteres generalizados de corpos numéricos, agora chamados de caráteres de Hecke, para os quais sua prova (baseada nas funções theta) também funcionavam. Estes caráteres e suas funções L associadas são agora entendidas como intimamente relacionadas a multiplicação complexa, como os caráteres de Dirichlet são a corpos ciclotômicos.
Existem também equações para as funções zeta locais, devidos a um nível fundamental para a (análoga da) dualidade de Poincaré em cohomologia etal. Os produto de Euler da função zeta de Hasse-Weil para uma variedade algébrica V sobre um corpo numérico K, formado por módulo reduzido de ideais primos para obter funções zeta locais, são conjecturados como tendo uma equação funcional global; mas esta é atualmente considerada fora de alcance, salvo em casos especiais. A definição pode ser lida diretamente a partir da teoria da cohomologia étale, novamente; mas, em geral, alguns pressupostos provenientes da teoria da representação automórfica parece ser necessária para obter a equação funcional. A conjectura Taniyama-Shimura foi um caso particular desta teoria geral. Por relacionar o fator gama em aspecto a teoria de Hodge, e estudos detalhados do esperado fator ε , a teoria como empírica tem sido levada a um estado bastante refinado, mesmo se demonstrações inequívocas estejam faltando.